# اقتصاد الكم
علم الاقتصاد الكمي هو مجال بحث ناشئ يطبق الأساليب والأفكار من فيزياء الكم إلى مجال الاقتصاد. هو مدفوعًا بالاعتقاد بأن العمليات الاقتصادية مثل المعاملات المالية لها الكثير من القواسم المشتركة مع العمليات الكمية، ويمكن نمذجتها بشكل مناسب باستخدام الشكلية الكمومية. يعتمد على تقنيات من المجالات ذات الصلة بالتمويل الكمي والإدراك الكمي، وهو مجال فرعي لعلم الاجتماع الكمومي.